# Józef Kożuchowski (inżynier)
Józef Kożuchowski (ur. 1905 r., zm. 1979 r.) – polski inżynier miernictwa. Absolwent Politechniki Lwowskiej. Od 1971 r. profesor na Wydziale Budownictwa Lądowego Politechniki Lwowskiej. Dziekan Wydziału Inżynierii (1951-1952) i Wydziału Budownictwa Lądowego (1956-1958). Prorektor Politechniki Wrocławskiej (1962-1964).
Został pochowany na Cmentarzu Świętej Rodziny we Wrocławiu.

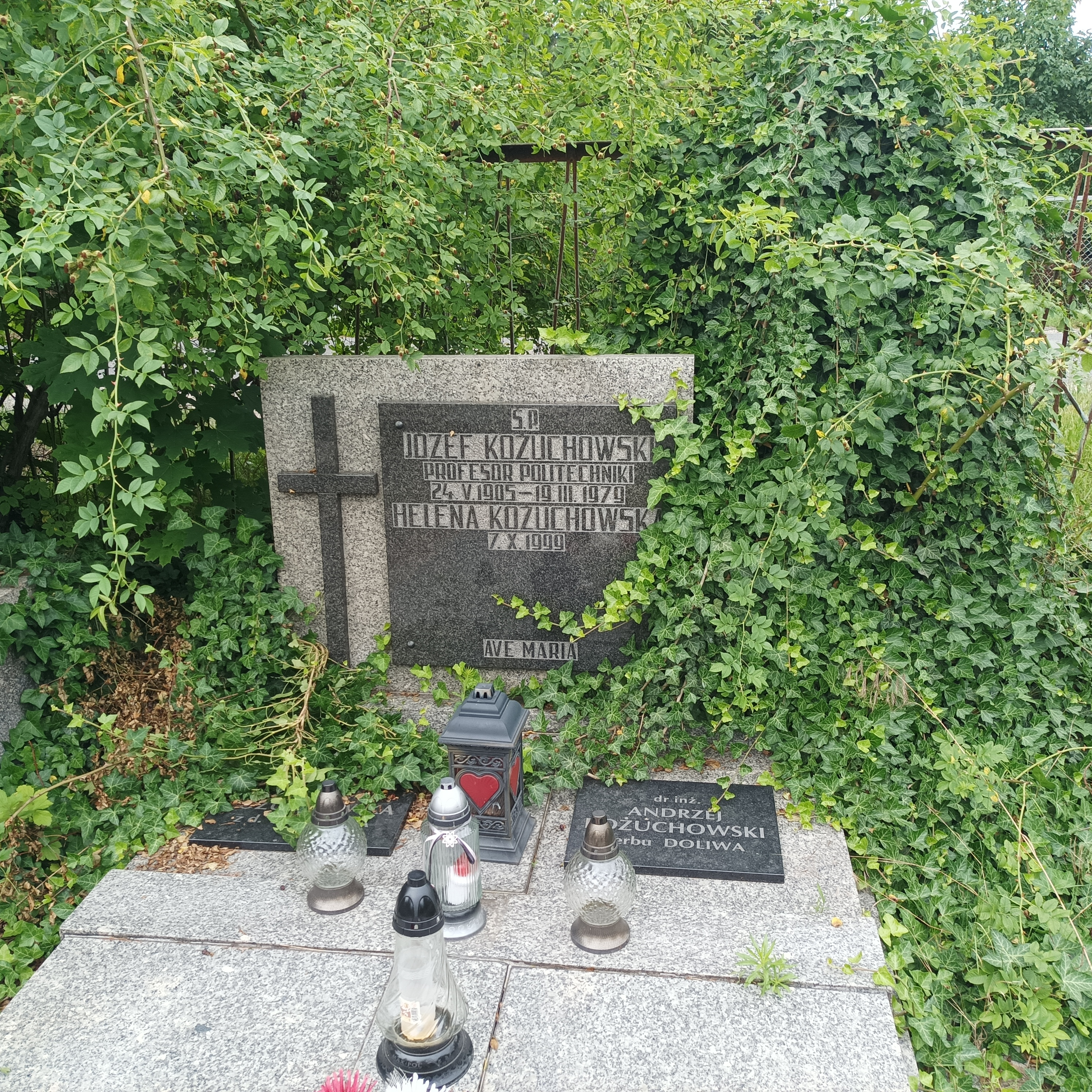
Grób prof. Józefa Kożuchowskiego na Cmentarzu Świętej Rodziny we Wrocławiu